# 2014 FJ72
2014 FJ72 est un objet transneptunien en résonance 2:11 avec Neptune et une planète naine potentielle, ayant un diamètre estimé à environ 300 km.